# Misionero (SUD)

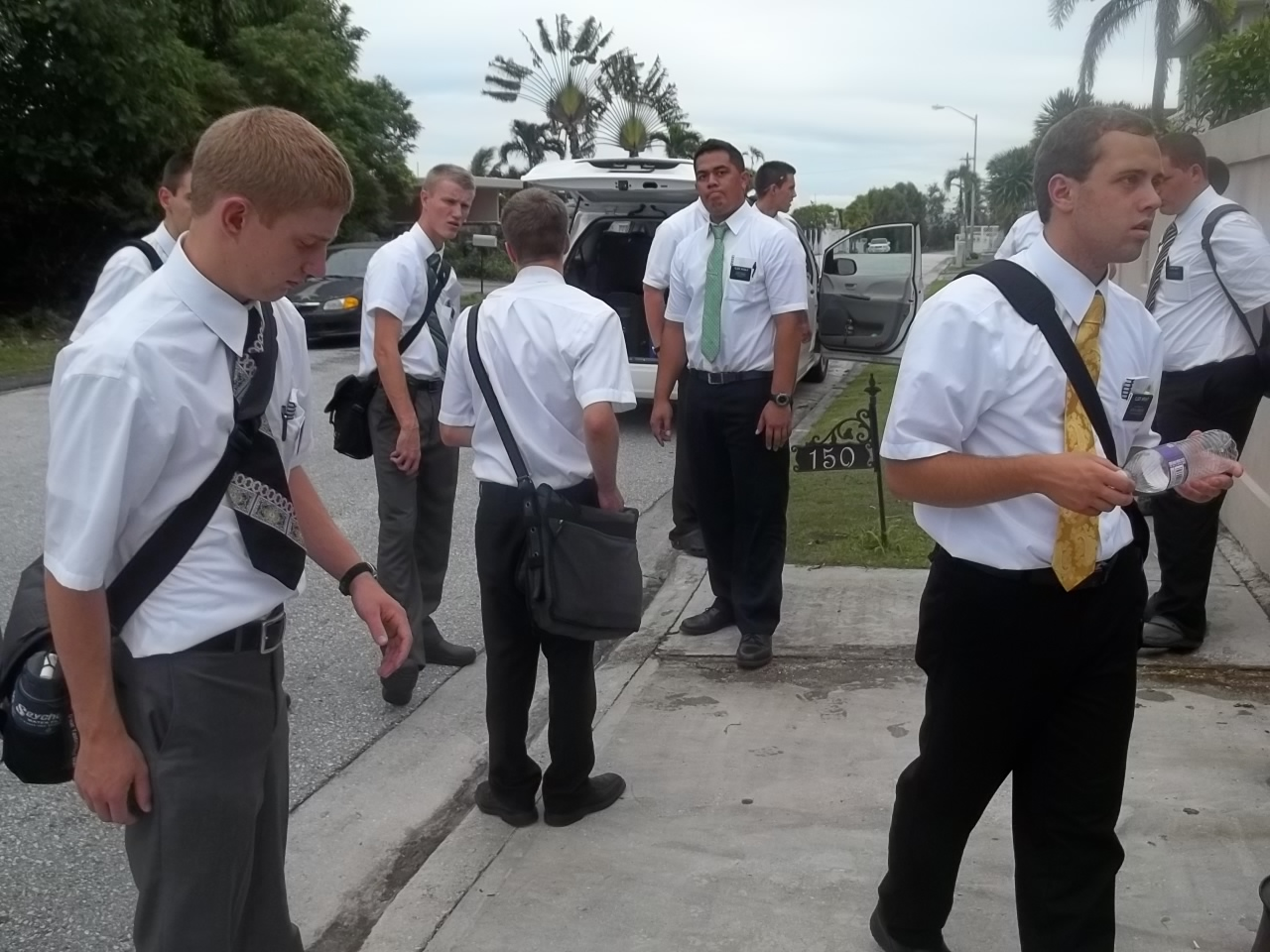
Misioneros SUD asignados en Guam.

Los misioneros de La Iglesia de Jesucristo de los Santos de los Últimos Días (Iglesia SUD) son voluntarios que sirven como representantes de la Iglesia SUD dedicados principalmente a actividades proselitistas, así como otros servicios para la iglesia, incluyendo ayuda humanitaria, y servicio comunitario. Por lo general los misioneros SUD sirven a tiempo completo por un periodo específico aunque otros sirven a tiempo parcial. Cada misionero es asignado a un área geográfica llamada "misión" con el nombre de la localidad donde su servicio es asignado.
La Iglesia SUD es uno de los más activos practicantes modernos del proselitismo misional, informando que tenía unos 67,000 misioneros de tiempo completo y 31,000 misioneros de servicio en todo el mundo para fines de 2019. La mayoría de los misioneros SUD de tiempo completo son hombres y mujeres jóvenes solteros y parejas mayores la mayoría de los cuales no tienen hijos en casa. Tradicionalmente, los misioneros se les asigna servir en regiones distantes de sus hogares, incluso en otros países. Es por ello que muchos misioneros aprenden un idioma nuevo comenzando en un Centro de Capacitación Misional. Las misiones suelen durar dos años para los varones jóvenes, 18 meses para las mujeres y de uno a tres años para las parejas mayores casados. Todos los misioneros SUD sirven voluntariamente y no reciben salario por su trabajo; normalmente financian sus propias misiones o reciben la ayuda de su familia u otros miembros fieles de la iglesia.

## Estadísticas
En 2007, aproximadamente el 30% de todos los hombres jóvenes SUD de 19 años partieron para servir en misiones de tiempo completo. Entre las familias SUD que eran activas en la iglesia, aproximadamente el 80-90% de los hombres jóvenes de 19 años sirven en una misión de regla. En 2007, el 80% de todos los misioneros mormones eran hombres jóvenes solteros, el 13% eran mujeres jóvenes solteras y el 7% parejas jubiladas. En las últimas dos décadas, la Iglesia SUD ha intensificado su llamado a los misioneros de parejas mayores.

## Importancia y calificaciones
Aun cuando servir en una misión no es necesario para continuar como miembro de la iglesia o progresar en ella, el completar una misión a menudo es considerado una forma de Rito de paso para un joven SUD.
La iglesia recomienda a los hombres jóvenes de 18 a 25 años que hayan cumplido las normas de dignidad a que consideren servir una misión proselitista de tiempo completo por dos años. La edad mínima era de 19 años en la mayoría de los países hasta el 6 de octubre de 2012, cuando el entonces presidente de la iglesia Thomas S. Monson anunció que todos los misioneros varones, independientemente de su nacionalidad, comenzarían a servir a partir de los 18 años de edad. Previo al anuncio, se les permitía a los jóvenes de algunos países servir desde una edad más temprana para evitar conflictos con los requisitos educativos o militares de su región. Se anunció igualmente que las mujeres jóvenes podrían comenzar a servir a partir de los 19 años en lugar de los 21. Las mujeres jóvenes generalmente sirven como misioneras durante 18 meses. Por otro lado, se alienta a las parejas casadas jubiladas a servir en misiones, pero la duración de su servicio puede variar de seis a 36 meses, según sus circunstancias y recursos. Cualquier persona jubilada también puede ser llamada a servir en lo que se conoce como servicio misional mayor.

### Requisitos
Todos los jóvenes SUD que desean servir como misioneros deben cumplir con ciertos requisitos mínimos categorizados como de estándares de dignidad. Entre estas normas que un futuro misionero debe demostrar adherencia se encuentran: asistencia regular a las reuniones dominicales de la iglesia, estudio regular de los cánones de la iglesia en especial el Libro de Mormón, adherencia a la ley de castidad o abstinencia sexual antes del matrimonio, adherencia al código de salud y nutrición de la iglesia conocida como Palabra de Sabiduría, pago del diezmo, diligencia espiritual y testimonio de los principios restauracionistas. Las mujeres que deseen servir en una misión deben cumplir con los mismos estándares de dignidad y tener al menos 19 años de edad.
Además, se instruye a los obispos de la iglesia para que se aseguren de que cada futuro misionero sea física, mental y emocionalmente capaz de cumplir con las labores de un servicio misional de tiempo completo. Aparte de los criterios generales de dignidad y capacidad, hay una serie de situaciones específicas que descalificarán a una pareja para convertirse en un misionero de tiempo completo para la Iglesia SUD. Entre los excluidos se incluyen aquellos que tendrían que dejar hijos dependientes al cuidado de otra persona; parejas jóvenes que aún están en edad fértil; aquellos que están endeudados y no han hecho arreglos para cumplir con estas obligaciones; aquellos que están en libertad condicional o bajo palabra; parejas con problemas matrimoniales graves no resueltos; los que son seropositivos; y los que han sido condenados por abuso sexual. Además, los miembros que se han sometido, realizado, alentado, pagado o arreglado un aborto (excepto en el caso de violación, incesto o la vida de la madre está en peligro) generalmente están excluidos del servicio misional, ciertos casos de miembros que hayan engendrado o dado a luz un hijo fuera del matrimonio.

### Llamamiento
La solicitud para servir una misión de tiempo completo o parcial comienza con el líder de la congregación, el obispo o presidente de rama. Después de la solicitud a la iglesia y la aprobación formal, el aplicante recibe una notificación oficial llamada "llamamiento". Ello incluye la asignación de ubicación, informa al futuro misionero del idioma se espera que use durante su misión y la fecha y duración de su servicio. Los miembros del Cuórum de los Doce Apóstoles son los responsables de asignar misioneros a una misión geográfica en particular. Dentro de la cultura SUD, recibir un llamamiento misional es considerado un evento importante por lo que los miembros de la familia, sus amigos y miembros de la congregación del nuevo misionero a menudo se reúnen para presenciar al misionero mientras abre y lee en voz alta los detalles de su llamamiento. Hasta 2018, los llamamientos misionales se enviaban por correo a los futuros misioneros. En el verano de 2018, la iglesia anunció que comenzaría a enviar los llamamientos misionales por correo electrónico a los nuevos misioneros.